# Sobangan
Sobangan is een bestuurslaag in het regentschap Badung van de provincie Bali, Indonesië. Sobangan telt 3281 inwoners (volkstelling 2010).